# شركة الزيت الأمريكية المستقلة
شركة الزيت الأمريكية المستقلة (بالإنجليزية: The American Independent Oil Company)‏ المعروفة اختصارًا باسم أمين-أويل (بالإنجليزية: Aminoil)‏؛ شركة نفط أمريكية، كانت مختصّة باستكشاف وإنتاج النفط، تأسست في عام 1947، وكانت تنشط في منطقة الخليج العربي، خاصة في الكويت السعودية، حيث كانت تملك عدة منشآت نفطية هناك.